# なんて素敵にジャパネスク (富田靖子の曲)
「なんて素敵にジャパネスク」（なんてすてきにジャパネスク）は1986年8月21日に日本コロムビアから発売された富田靖子の6枚目のシングル。

## 解説
前作の「君はシンデレラ」から約9か月ぶりのシングルであるが、1986年に発売した富田のシングルはこの曲が唯一となった。

## 収録曲
1. なんて素敵にジャパネスク
作詞：吉元由美／作曲：久保田洋司／編曲：矢野立美
日本テレビドラマスペシャル『なんて素敵にジャパネスク』主題歌
2. ときめきアンコール
作詞・作曲：つのだひろ／編曲：清水信之
明治製菓・「プチクレープ」CMイメージソング

## 備考
- ドラマスペシャルの『なんて素敵にジャパネスク』は当初、1986年10月4日に放送する予定だったが、その放送枠をプロ野球中継に変更したため、同作品は年末（同年12月27日放送）のドラマスペシャルとして放送した[2]。
- 「なんて素敵にジャパネスク」は富田のビデオ作品、「富田靖子的休日。 '86. 道ばたの夏」（1986年11月1日発売）にも収録されている（同作品の4曲目）[注釈 1]。